# Raymond Bonney
Raymond Lenroy Bonney (5. dubna 1892, Phoenix, New York – 19. října 1964, Ottawa, Kanada) byl americký reprezentační hokejový brankář.
S reprezentací USA získal jednu stříbrnou olympijskou medaili (1920).

## Úspěchy
- Stříbro na Letních olympijských hrách – 1920